# Луна 19
Луна 19 е апарат, изстрелян от СССР по програмата Луна с цел изследване на Луната.
Основните цели на мисията са изследване на гравитационното поле на Луната, както и радиационната среда, интензивността на гама-лъчението и слънчевия вятър в окололунното пространство.
Заснети са множество снимки на повърхността от орбита.
Луна 19 е първият от новото поколение апарати на конструкторското бюро Лавочкин, базирани на Луна 16, при които Луноходът е заменен с херметизиран отсек с инструменти.
Апаратът е ускорен по тракетория към Луната от паркова околоземна орбита на 28 септември 1971 г. и влиза в орбита около Луната на 2 октомври след две корекции на курса.
Първоначалната орбита е кръгова на 140 km височина и с 40,58° инклинация.
Извършено е заснимане на планинските местности на южни ширини от 30° до 60° и източни дължини от 20° до 80°.
Изследвана е формата и интензивността на лунното магнитно поле.
Проведени са координирани изследвания с Венера 7 и 8, както и с Марс 2 и 3 с цел изследване на слънчевия вятър.
Последната радиосесия е проведена през октомври 1972 г., след извършване на над 4000 орбити.